# Kim Sønderholm
Kim Sønderholm Andersen (født 13. juni 1973) er en dansk skuespiller.
Han er uddannet fra TeaterStudio (nu GITIS Scandinavia) i Århus i 2001. Han spillefilmsdebuterede i Klatretøsen fra 2002.

## Filmografi
- Klatretøsen (2002)
- At kende sandheden (2002)
- Anja efter Viktor (2003)
- Regel nr. 1 (2003)
- Til højre ved den gule hund (2003)
- Ambulancen (2005)
- Dommeren (2005)
- Brutal Incasso (2005)
- Af banen! (2005)
- No Right Turn (2006)
- Næste skridt (2006)
- Snuppet (2006)
- Rovdrift (2006)
- Bubbles (2006)
- Champagnepigen (2006)
- Krokodillerne (2006)
- Hvordan vi slipper af med de andre (2007)
- Det som ingen ved (2008)
- A Viking Saga (2008)
- Wasteland Tales (2010)
- Escaping the Dead (2016)
- Your Flesh, Your Curse (2017)